# Mala vita

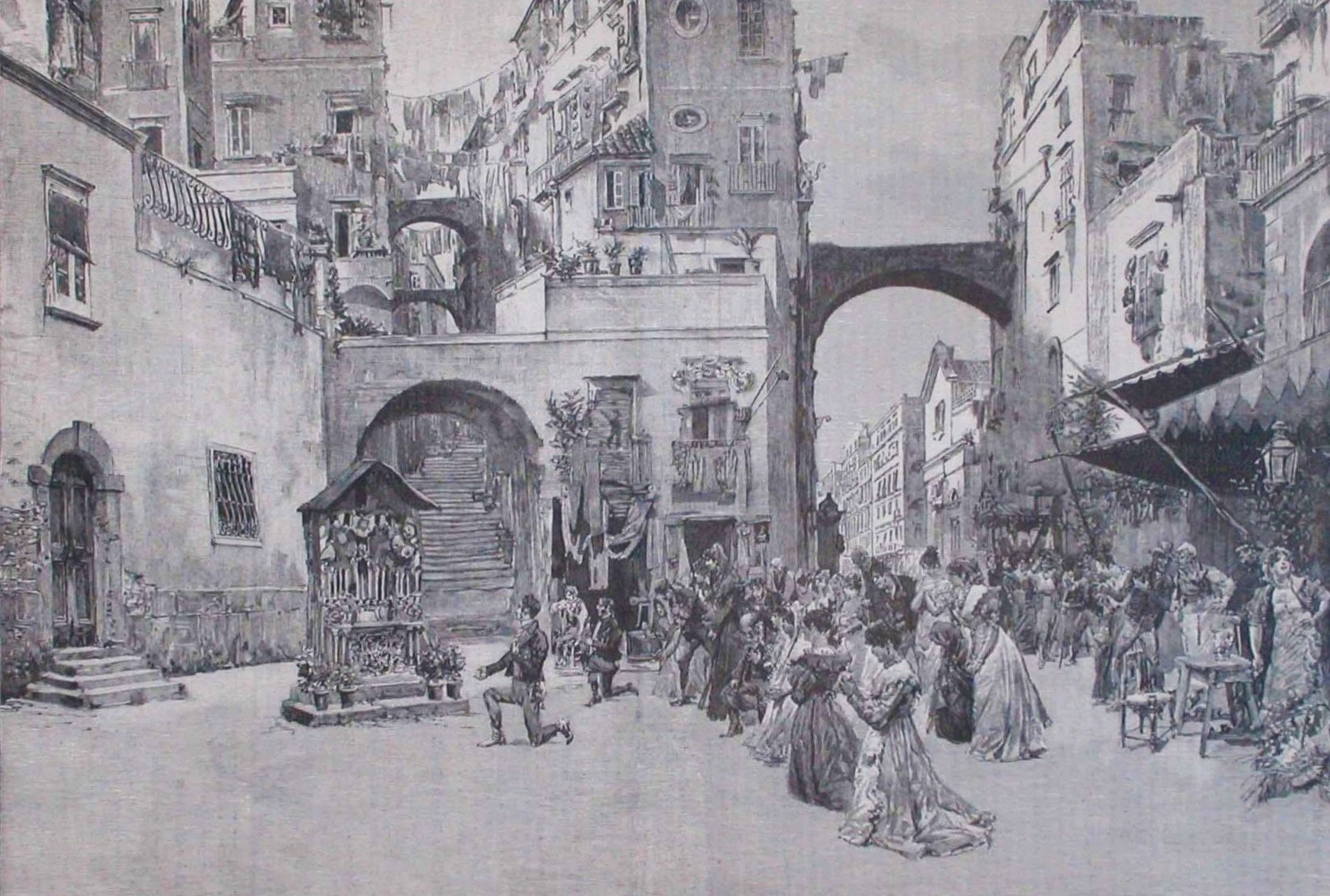
Teckning av akt 1 såsom den framfördes på Teatro San Carlo i Neapel i april 1892.

Mala vita är en opera i tre akter med musik av Umberto Giordano och libretto av Nicola Daspuro efter Salvatore Di Giacomo och Goffredo Cognettis veristiska pjäs med samma namn. Giordanos första helaftonsopera hade premiär den 21 februari 1892 på Teatro Argentina. Den framfördes senare i Neapel, Wien, Berlin och Milano, samt i andra italienska städer de kommande två åren. 1897 hade en avsevärd omarbetad och reviderad version med titeln Il voto premiär i Milano. Inom några få år hade dock båda versionerna försvunnit från repertoaren. Bland de få moderna nypremiärerna kan nämnas 2002 års föreställning på Teatro Umberto Giordano i Foggia, vilken spelades in live och senare släpptes på skiva.
Handlingen utspelas i en av Neapels slumförstäder på 1800-talet och rör sig kring ett triangeldrama mellan Vito, en tuberkulossmittad färgare; Cristina, en prostituerad som Vito har svurit att gifta sig med om Gud botar hans sjukdom; och Amalia, Vitos älskarinna som är gift med Annetiello, en alkoholist som gärna besöker bordellen där Cristina arbetar. Handlingen pågår samtidigt med grannarnas förberedelser för Piedigrottafestivalen.

## Bakgrund

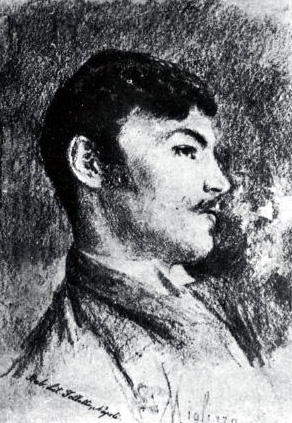
Salvatore Di Giacomo, på vars pjäs librettot bygger.

Mala vita var Giordanos första helaftonsopera men går tillbaka till hans tidigare Marina, en enaktsopera som han hade komponerat som student på musikkonservatorier i Neapel. I juli 1888 utlyste musikförläggaren Edoardo Sonzogno en tävling för alla unga italienska kompositörer vilka ännu inte hade fått en opera uppförd. De uppmanades att skriva en enaktsoper som skulle bedömas av en jury bestående av fem prominenta kritker och kompositörer. De tre bästa verken skulle sättas upp i Rom på Sonzognos bekostnad. Giordanos bidrag var Marina. När vinnarna utsågs i mars 1890 hade juryn utifrån 72 bidrag valt ut Niccola Spinellis Labilia, Vincenzo Ferronis Rudello och Pietro Mascagnis Cavalleria rusticana, där Cavalleria vann första pris. Men Marina var ett av 13 bidrag som fick "hedersomnämning". Amintore Galli, Sonzognos musikansvarig, övertalade Sonzogno att erbjuda den unge Giordano att skriva en helaftonsopera.
Den stora framgången med Cavalleria rusticana, byggd på verismpjäsen med samma namn av Giovanni Verga, föranledde Giordano att välja ett liknande stycke till sin opera - Salvatore Di Giacomo och Goffredo Cognettis framgångsrika pjäs från 1888, Mala vita. Pjäsen, som utspelas i Neapels slumkvarter mitt under förberedelserna för Piedigrottafestivalen, var i sin tur byggd på Di Giacomos korta novell Il voto. Sonzogno anställde Nicola Daspuro för att omarbeta verket till operascenen. Daspuro var Sonzognos utsände i Neapel och hade tidigare skrivit librettot till Mascagnis L'amico Fritz som hade haft premiär 1891. Hans libretto till Mala vita, vilken omabetade pjäsens neapolitanska dialekt till italiensk vers, förblev emellertid originalet troget med dess metaforer, språkliga uttryck och treaktsstrukturen. Endast viss material från pjäsens första akt ströks för att komprimera operans handling. Trots att operan har tre akter är speltiden inte mer än 74 minuter, kortare än många uppsättningar av Mascagnis enaktare Cavalleria rusticana.
Giordanos partitur består av neapolitanska folkmusik, särskilt framträdande i finalakten: Vitos serenad "Canzon d'amor", en tarantella utförd av kvinnorna då de är i stånd att bege sig till festivalen; och Annetiellos nykomponerade sång till festivalen, "Ce sta, ce sta nu mutto ca dice accussì". Den senare sjungs på neapolitansk dialekt till verser skrivna särskilt för operan av Di Giacomo.

## Uppförandehistorik

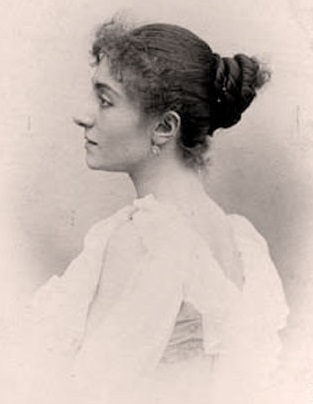
Gemma Bellincioni, som kreerade rollen som Cristina och som sjöng den vid flertalet av föreställningarna mellan 1892 och 1893

Mala vita fick en framgångsrik premiär den 21 februari 1892 på Teatro Argentina med Roberto Stagno som Vito och Gemma Bellincioni som Cristina. Giordano och sångarna blev inropade 24 gånger. Opernas nästa anhalt blev Teatro San Carlo i Neapel med samma besättning. Föreställningen i Neapel den 26 april 1892 blev ett fiasko, utbuat och utskällt av publik och kritiker nästföljande dag. Journalisten Eugenio Sacerdoti klagade över att han knappt kunde höra musiken på grund av "från start var hela San Carlo som en kennel av skällande hundar." Reaktionen härstammade delvis från ilskan över att en sådan smutsig historia helt utspelad i slummen sattes upp på den helgade scenen tillhörande en av stadens mest betydande operahus. Roberto Bracco skrev i Corriere di Napoli att han ångrade att ha bevittnat Bellincioni och Stagno sjunga bland "grändernas sopor" och "syndiga kvinnors fängelser" (dvs bordeller). Men enligt musikforskaren Matteo Sansone förekom det även kritik mot att operans moraliskt tveksamma karaktärer och de smutsiga gränder de levde i framställdes som typiskt för Neapel. 
there was also outrage that the opera's morally dubious characters and the squalid alleys in which they lived were presented as typical of Naples. Som ett försiktighetsmått hade Daspuro uttryckligen förlagt handlingen i librettot till 1810, 80 år före både premiären och handlingen i Di Giacomos pjäs, men operan framfördes i samtida och typiska kostymer för 1890-talet.
Mala vita fick ett bättre mottagande av publiken i Wien, när den framfördes där i september tillsammans med andra operor av Sonzognos kompositörer, däribland Cavalleria rusticana, L'amico Fritz och Pagliacci. Den tyske musikkritikern Eduard Hanslick skrev efter att ha sett föreställningen i Wien:
I sin skoningslösa sanning gentemot livet är Mala vita både gripande och upprörande på samma gång, liksom flertalet av dessa realistiska stycken. Maestro Giordanos musik är effektfull genom sin grovhuggna förmåga att åstadkomma en ton lämplig för situationen och genom milda passager till exempel i Cristinas första entré. Hans känsla för drama är starkare än hans musiktalang, hans temperament starkare än hans konstnärskap.
Operan hade nypremiär i Wien året därpå på Theater an der Wien. Den iscensattes i Berlin på Krolloper i december 1892 (sjungen på tyska med titeln Das Gelübde) och i Prag. Den framfördes i många italienska städer mellan 1892 och 1893, till exempel i Milano (Teatro Dal Verme), Bologna (Teatro Brunetti) och Trieste (Politeama Rossetti).

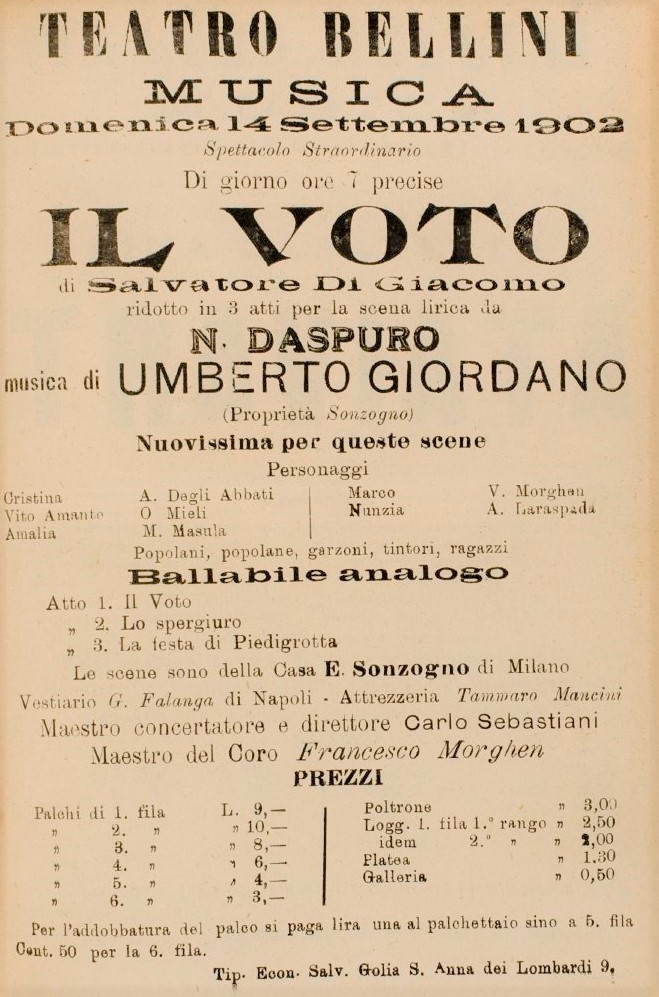
Affisch från 1902 för en föreställning av Il voto, den reviderade versionen av Mala vita.

Efter 1893 försvann Malavita från repertoaren. Giordano försökte sig på att omarbeta operan efter sin triumf med Andrea Chenier 1896. Med hjälp av Daspuro reviderade Giordano librettot 1894 och försökte tona ner de osminkade verismdelarna i originalet i hopp om att göra den mer tillgänglig för den italienska publiken. Handlingen förlades i stället till Arenaccia, ett bostadsområde vid foten av Neaples gröna kullar. Bordellen togs bort och Cristina beskrev inte som en "fallen kvinna" utan som en "bedragen kvinna" med ospecificerade tragiska händelser bakom sig. Slutet ändrades också så att istället för att återvända till bordellen och banka på dess port kastar sig Cristina i floden. Den utsvävande figuren Annetiello ströks helt och hållet. Det reviderade verket fick titlen Il voto och hade premiär den 10 november 1897 på Teatro Lirico i Milano med Enrico Caruso som Vito och Rosina Storchio som Cristina. Varken publik eller kritiker var imponerade. Alfredo Colombani skrev i Corriere della sera:
Nu skaver inget mer, det är sant, men på samma gång händer inget intressant eller rör sig framåt.
Il voto lyckades inte bättre än dess föregångare. Efter några enstaka föreställningar, däribland en runda på Teatro Bellini i Neapel 1902 med Armanda Degli Abbati som Cristina, försvann även den från repertoaren. Bland de sällsynta uppsättningarna av originalet Mala vita återfinns en produktion i december 2002 på Teatro Umberto Giordano i Foggia (Giordanos födelsestad). Föreställningen spelades in och gavs ut på skivmärket Bongiovanni året därpå.

## Personer
| Roller                                          | Röststämma  | Premiärbesättning 21 februari 1892 (Dirigent: Vittorio Podesti) |
| ----------------------------------------------- | ----------- | --------------------------------------------------------------- |
| Vito, en färgare smittad av tuberkulos          | tenor       | Roberto Stagno                                                  |
| Annetiello, en droskförare                      | baryton     | Ottorino Beltrami                                               |
| Cristina, en prostituerad                       | sopran      | Gemma Bellincioni                                               |
| Amalia, Annetiellos hustru och Vitos älskarinna | mezzosopran | Emma Leonardi                                                   |
| Marco, en barberare                             | bas         | Francesco Nicoletti                                             |
| Nunzia, en frisör                               | mezzosopran | Giulia Sporeni                                                  |
| Neapolitanska arbetare                          |             |                                                                 |

## Handling
Plats: Slumkvarteren i Neapel 1810, några dagar före starten av Piedigrottafestivalen
Akt 1

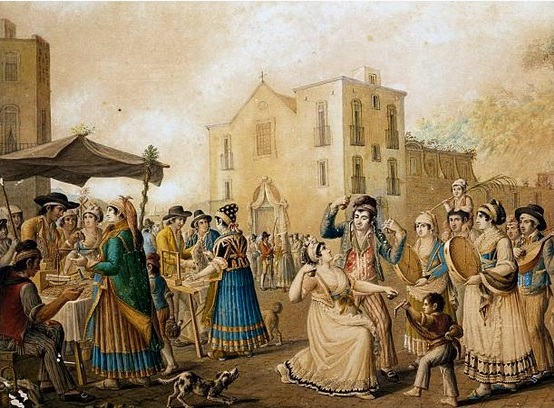
Teckning från 1813 av Piedigrottafestivalen

En folksamling har samlats på torget utanför Vitos färgaffär. Hårfrisörskan Nunzia berättar att Vito, som har tuberkulos, har fått ännu en attack. Barberaren Marco och folket kommenterar att Vitos sjukdom är Guds straff för hans affär med Annetiellos hustru Amalia. Vito hostar blod i sin näsduk och leds ut på torget av sina vänner. Folket tystnar. Han säger att han önskar han vore död, men Nunzia föreslår att han ska be om ett botemedel. Han knäböjer framför korset på torget och sjunger en passionerad bön "O Gesù mio...". Han ber om Guds förlåtelse och helande och svär att han i gengäld ska gifta sig med en "fallen kvinna" och rädda henne från ett liv i synd. Medan folket skingras konfronterar Amalia Vito och ber om en förklaring. Han vägrar svara och går tillbaka in i sin affär.
Annetiello anländer något berusad och uppenbart ovetande om sin hustrus affär med Vito, trots att det är allmänt känt i grannskapet. Han frågar Marco om det är sant angående Vitos löfte. Marco säger att så är det. Annetiello blir tyst men sjunger därpå en sång om den förestående festivalen tillsammans med pojkarna och männen på torget: "Tutto è già pronto". Därefter går han in på krogen för att återta sitt drickande. Vito kommer ut på torget och börjar prata med Marco när en blomma kastas ut från ett fönster på bordellen och landar framför Vitos fötter. Den prostituerade Cristina kommer ut på torget för att hämta vatten. Vito frågar henne om hon kastade blomman och ber om något att dricka. Hon ger honom vatten och går därifrån. Vito frågar efter hennes namn. Hon säger det men gör åter ett försök att gå därifrån. Vito tar hennes hand och säger att hon är vacker och frågar om hennes liv. Cristina berättar att hon ofta har drömt att en man ska förälska sig i henne och rädda henne från hennes smutsiga liv.
Till Cristinas glädje säger Vito att han är den mannen. Annetiello kommer ut från krogen, nu ännu mer berusad. Han hånar Vito och gör närmanden mot Cristina, som han känner igen från sina besök på bordellen. Vito knuffar bort honom och upprepar sitt frieri till den förskräckta Cristina. Marco, Annetiello och folket utnämner Vito till helgon för hans generositet gentemot en fallen kvinna. Cristina säger till Vito att hon avgudar honom och ska bli hans slav.
Akt 2
Amalia sitter inne och syr och kastar oroliga blickar ut då hon väntar besök från Nunzia. När Nunzia kommer frågar Amalia henne om ryktet är sant att Vito och Cristina ska gifta sig. Nunzia svarar att det verkar som om bröllopet är förestående. Amalia ber Nunzia att föra Cristina till henne. Annetiello kommer med sina vänner. Han retar Nunzia och försöker förgäves hindra henne från att gå. Därpå fyller han sina vänners glas med vin och de sjunger en dryckessång, "Le mogli, in genere, son capricciose". Efter hårda ord från Amalia leder hans vänner ut Annatiello ur huset.
När Nunzia återvänder med Cristina berättar Amalia att även hon är förälskad i Vito. Amalia ber Cristina att hindra bröllopet, erbjuder henne pengar och hotar slutligen henne med en kniv. Men Cristina vägrar. Nunzia övertalar Amalia att släppa kniven och ber henne att lugna ner sig.
Efter att Nunzia och Cristina har gått kommer Vito. Han ber Amalia att lämna Cristina i fred och vägrar först att lyssna på hennes böner om att återuppta deras förhållande. Utanför rasar ett åskväder. Amalia kastar sig i Vitos armar och han kan inte längre motstå henne. Cristina befinner sig utanför huset och i blixtskenet ser hon hur Vito och Amalia omfamnar varandra. Hon ropar Vitos namn. Amalia stänger fönsterluckorna framför hennes ansikte.
Akt 3

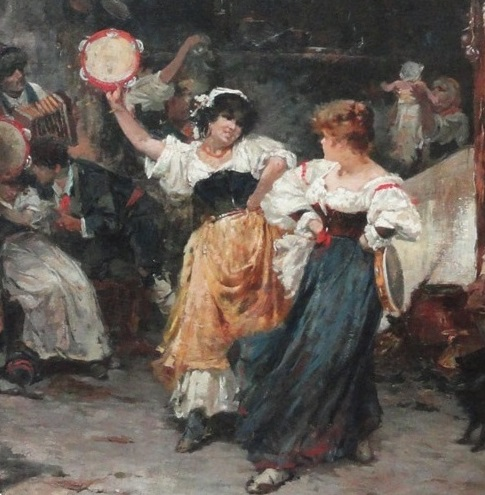
Bernardellis Tarantella, 1886

På dagen för Piedigrottafestivalen är torget utanför Vitos affär fylld med människor. Vito sjunger en kärlekssång, "Canzon d'amor—che l'ala d'or", och kvinnorna som väntar att få ge sig iväg till festen sjunger om sina förhoppningar om kärlek varpå de dansar en tarantella. Annietello för med sig människorna och Vito blir ensam kvar på torget.
Vito är i färd med att stänga sin affär när Cristina närmar sig och frågar honom om han fortfarande älskar henne. Elakt svarar han att hon vet allt om kärlek och pekar mot bordellen. Cristina bryter ihop. Vito säger att samtidigt som han tycker synd om henne så kan han inte lämna Amalia. Banden dem emellan är för starka. Amalia kommer in i en vacker klänning och säger till Vito att vagnen han har beställt snart är framkörd. Cristina ber Vito en sista gång att minnas sitt löfte att inte överge henne. Vito är rörd över hennes tårar men säger till Cristina att han inte kan ändra på sig och går iväg med Amalia.
Ensam framför korset där Vito svor sitt löfte sjunger Cristina om sin sorg, hur hon hade längtat efter att någon skulle rädda henne från sitt forna liv. Men Gud har förvägrat hennes önskan. Hon rusar mot bordellen, bankar på porten och svimmar. Ridån faller.

### Fotnoter
1. ↑  Flury, Roger (2001). Pietro Mascagni: A Bio-bibliography, s. 5–6. Greenwood Publishing Group. ISBN 0313296626
2. 1 2 3 4 5  Sansone, Matte. "Giordano's 'Mala vita': a 'verismo' Opera Too True to Be Good ". Music & Letters, Vol. 75, No. 3, pp. 381-400.
3. 1 2 3  Mallach, Alan (2007). The Autumn of Italian Opera: From Verismo to Modernism, 1890-1915, pp. 84–88. University Press of New England. ISBN 1555536832
4. 1 2  Graeme, Roland (Summer 2005). "Mala vita and Siberia (review)". The Opera Quarterly, Vol. 21, No. 3. s. 556-560.
5. ↑  Citerad i Mallach (2007)
6. 1 2 3  Citerad i Sansone (August 1994)
7. ↑  Meloncelli, Raoul (2001). "Giordano, Umberto". Dizionario Biografico degli Italiani, Vol. 55. Treccani.
8. ↑  Végeto, Raffaele (1968). Umberto Giordano, p. iii. Casa musicale Sonzogno
9. ↑  Daspuro, Nicola (1894). Il voto. Sonzogno.
10. ↑  Daspuro, Nicola (1892). Mala vita.
11. ↑  Handlingen bygger på Daspuros libretto (1892).